# Список умерших в 997 году

## Февраль
- 1 февраля — Геза, великий князь мадьяр (972—997) из династии Арпадов.

## Апрель
- 23 апреля — Адальберт Пражский, епископ Праги (982—989, 993), христианский святой[1].

## Май
- 8 мая — Тай-цзун (57), 2-й китайский император династии Сун (976—997).

## Июль
- 22 июля — Нух II, эмир Саманидского государства (976—997).

## Август
- 20 августа — Конрад I, герцог Швабии (983—997), граф Рейнгау (985—995), граф Уфгау (987—997), граф Ортенау (994—994).

## Сентябрь
- 19 сентября — Агапий II, патриарх Антиохийский (978—996)[2].

## Дата смерти неизвестна или требует уточнения
- Адальберт I де Ла Марш, граф Ла Марш (с 974/975) и Перигора (с 975).
- Вальдрада Тосканская, догаресса Венеции, жена дожа Пьетро IV Кандиано.
- Гонсало I Менендес, граф Португалии (ок. 950—997).
- Ибн Батта, исламский богослов, хадисовед, правовед ханбалитского мазхаба.
- Константин III, король Альбы (Шотландии) (995—997).
- Малькольм I, король Стратклайда (973—997)[3].
- Роман, царь Болгарии (977—997)[4].
- Себук-тегин, тюркский правитель Газневидского государства (977—997)[5].
- Сонджон, 6-й правитель корейского государства Корё (981—997).
- Степан Држислав, король Хорватии (969—997).
- Эмери III де Туар, виконт де Туар (987—997).